# Liang Merdeka
Liang Merdeka is een bestuurslaag in het regentschap Karo van de provincie Noord-Sumatra, Indonesië. Liang Merdeka telt 170 inwoners (volkstelling 2010).